# Shijang
Pour plus de détails, voir Fiche technique et Distribution.
Shijang (시장) est un film sud-coréen réalisé par Lee Man-hee, sorti en 1965.

## Synopsis
Bok-nyeo, une femme ayant un handicap mental, doit prendre en charge son mari fainéant en vendant des pommes sur le marché. Son mari la quitte finalement pour une autre femme. Un homme, qui a sympathisé avec Bok-nyeo décide de tuer celui-ci.

## Fiche technique
- Titre : Shijang
- Titre original : 시장
- Titre anglais : Market
- Réalisation : Lee Man-hee
- Scénario : Lee Du-hyeong
- Musique : Jeon Jeong-geun
- Photographie : Lee Byeong-sam
- Montage : Kim Hui-su
- Production : Lee Jong-byeok
- Société de production : Daeyang Movies
- Pays :  Corée du Sud
- Genre : Drame
- Durée : 108 minutes
- Dates de sortie : 
  -  Corée du Sud : 16 décembre 1965

## Distribution
- Shin Young-kyun
- Moon Jeong-suk
- Kim Seung-ho
- Heo Jang-kang

## Distinctions
Le film a reçu le Blue Dragon Film Award du meilleur film.